# 二十一點
二十一點（英語：Blackjack；澳門部份賭場寫作廿一點），是使用撲克牌玩的賭博遊戲。

## 歷史
二十一點的前身是在1700年左右起源於法國賭場的「vingt-et-un」（法文中21之意），當時的遊戲對於兩張牌的二十一點並未提供三比二的赔付分紅。
起初二十一點在美國並不流行，因此賭場試著提供各種額外的獎金吸引賭客參與牌局。其中之一的額外獎金是當玩者手中同時擁有黑桃A和黑色的J（黑桃J或梅花J都可）時，獎金將會變成十倍。這樣的牌稱為「black jack」（黑傑克，二十一點），而這個名字就漸漸成為美國版二十一點遊戲的名稱，即使後來這項額外獎金規則停止，「black jack」名稱還是繼續存在。規則發展至今日，「blackjack」已經不一定需要包含J或黑色的牌了。

## 二十一點的玩法
擁有最高點數的玩家獲勝，其點數必須等于或低於21點；超過21點的玩家稱為爆牌（Bust）。2點至10點的牌以牌面的點數計算，J、Q、K 每張為10點。A可记为1点或11點，若玩家會因A而爆牌則A可算為1點。當一手牌中的A算為11點時，這手牌便稱為「軟牌」（soft hand），因為除非玩者再拿另一張牌，否則不會出現爆牌。
庄家在取得17點之前必须要牌，因规则不同会有软17点或硬17点才停牌的具体区分。且庄家如果拿牌五张而没有爆牌则视为庄家胜利。
每位玩家的目的是要取得最接近21點數的牌來擊敗莊家，但同時要避免爆牌。要注意的是，若玩家爆牌在先即為輸，就算随后莊家爆牌也是如此。若玩家和莊家擁有同樣點數，這樣的狀態稱為「push」，玩家和莊家皆不算輸贏。每位玩者和莊家之間的遊戲都是獨立的，因此在同一局內，莊家有可能会輸給某些玩家，但也同時擊敗另一些玩家。
牌桌上通常會印有最小和最大的賭注，每一間賭場的每一張牌桌的限额都可能不同。在第一筆籌碼下注後，莊家開始發牌，若是從一副或兩副牌中發牌，稱為「pitch」牌局；較常見的則是從四副牌中發牌。莊家會發給每位玩家和自己兩張牌，莊家的兩張牌中會有一張是點數朝上的「明牌」，所有玩家皆可看見，另一張則是點數朝下的「暗牌」。若是四副牌時，發牌時點數會朝上，若為「pitch」牌局則發牌時點數朝下。
在美式的二十一點遊戲中，若莊家的明牌是A或價值10的牌，莊家會確認他的暗牌是否會形成二十一點。這項確認會在所有玩家选择之前進行，但進行前會先詢問玩家是否需要「保險」（insurance，在明牌是 A 的情況下）。若莊家的牌為二十一點（blackjack），則所有的玩家即时算輸，將損失第一筆賭注籌碼，除非玩者本身也是二十一點，形成同點數的 push 狀況。（在某些美國的賭場，莊家采用欧式的规则，在全部玩家都出手前不會先去確認暗牌。在這樣的情況下，当莊家的牌揭開後為 二十一點时，則所有沒有二十一點的玩家算輸。）
兩張牌點數相加為21（一張A再加一張價值10點的牌）稱為「二十一點」（black jack），擁有這副牌的玩家即自動成為贏家（除非莊家也同時持有二十一點，這種点数相同的情形就稱為 push）。擁有二十一點的玩家可贏得下注籌碼的1.5倍。部份的賭場僅付給1.2倍的金額；但通常是在僅使用一副牌遊玩的賭局中。
通常每次以四至六副撲克牌遊玩，直至玩剩一副或一半為止，再重新洗牌。

### 流程
1. 洗牌
2. 向各玩家分别派發一張牌
3. 莊家發給自己一張牌
4. 向各玩家派第二張牌
5. 莊家再發給自己一張牌（不是所有賭場都會有這個步驟，大部份賭場都是在所有玩家結束要牌後才發第二張明牌給莊家）
6. 如果莊家明牌是A、荷官會詢問玩家是否購買保險
7. 玩家可進行加注、投降、分牌等動作
8. 莊家逐位詢問玩家是否加牌、直至閒家不加牌才詢問下一位玩家，輪流詢問玩家直至最後一位玩家加牌完成
9. 如玩家加牌至爆牌，莊家將立刻沒收注碼
10. 所有玩家加牌完成後，莊家如不足17點便需加牌直至超過或等於17點
11. 對未有爆牌的玩家，比點數大小，大者勝，可得賠金；如莊家爆牌、未有爆牌的玩家便可得賠金
12. 回收已使用的牌及給小費

- 注: 回收已使用的牌必須順序回收。如分開大牌和小牌個別回收等不正常收牌行為，便有出千的可能，並且可能會被請提出異議而被迫離開。

### 點數計算
A可作1或11點，2-10作該牌之點數，J、Q、K作10點。

### 發牌
首先由一位荷官作莊家負責發牌，其餘玩家為閒家。閒家會向莊家投下一定注碼，莊家會以順時鐘方向向眾閒家派發一張暗牌，然後向自己派發一張暗，接著莊家會以順時鐘方向向眾閒家派發一張明牌（即掀開的牌），之後又向自己派發一張明牌。
當閒家手上擁有兩張明牌，莊家手上擁有一張暗牌和一張明牌，莊家就以順時鐘方向逐位閒家詢問是否再要牌（以明牌方式派發），玩家此時要計算是否要牌，因為牌局的最終目的，是要玩家手上擁有的牌總點數達到21點（或最接近又小於21點），然後和莊家比大小。當一位閒家決定不再要牌後，莊家才向下一位閒家詢問是否要牌。
（按: 在一般賭場的賭局，莊家並不一定是發牌者。）

### 爆點（超過21點）
閒家要牌後，其手上的點數超過21點，則無法與莊家比牌，直接判定為輸牌。
反之若其手上擁有的牌的總點數不超過21點，該閒家可決定是否繼續要牌。
當最後一位閒家決定不再要牌後，莊家就必須揭開自己所有手上的牌，若總點數大於17點，就必須停牌；如果莊家爆牌，便向沒有爆牌的閒家，賠出該閒家所投注的同等的注碼。

### 點數決勝
如果莊家最終沒有爆牌的話，原來沒有爆牌的眾閒家便要揭開手上所有的牌，比較點數決定誰勝誰負，點數較大的取勝。（例牌例外）

## 特別規例

### 保險
當莊家面牌是A，閒家可以選擇加入原注碼的一半金額去购買保險，賭莊家的首二張牌總和会不会是21點，如莊家不是21點會立即沒收保險金；若是21點便可获得保险金额的2倍賠償。保險操作並不影響原注碼的輸贏。

### 双倍下注
若閒家首兩張牌點數之和為11點，可以選擇加倍投注，但加注後僅獲發1張牌。有些賭局容許閒家在首兩張牌總和為10點（甚至任何點數）時加注。

### 分牌
若閒家首兩張牌點數相同，可以選擇分牌，並須加注。分出每門的下注金額須與原注相同。若閒家打兩張A分開，則每張A只獲發1張牌，不可再要牌。有些分牌後不可再分牌

### 對子
在投注區上的區位，在投注同時可以放對子區，按順方向派發，如果開牌出現相同號碼，可有5倍中；若是同花對子，則30倍中

### 「二十一點」Black Jack
「二十一點」Black Jack 又名為「自然」Black Jack (Natural Black Jack)。如果閒家手中的一張暗牌和一張明牌分別是一張A牌（可作11點）和一張十點牌（K、Q、J、10），這副牌叫做二十一點（Black Jack）（屬例牌）莊家須向該閒家賠上1.5倍（或1.2倍）注碼。

### 五龍（過五關）
如果要牌直至手上有5張牌而又沒有爆牌，這副牌叫做五龍（屬例牌）

### 順
在投注區上的區位，在投注同時可以放21+3區，按順方向派發，如果莊家第一張牌與閒家前兩張牌組成連號的牌型，可有10倍中；

### 同花
在投注區上的區位，在投注同時可以放21+3區，按順方向派發，如果莊家第一張牌與閒家前兩張牌組成花色相同的牌型，可有5倍中；

### 三條
在投注區上的區位，在投注同時可以放21+3區，按順方向派發，如果莊家第一張牌與閒家前兩張牌組成三張相同點數的牌型，可有25倍中；

### 同花順
在投注區上的區位，在投注同時可以放21+3區，按順方向派發，如果莊家第一張牌與閒家前兩張牌組成花色相同且連號牌型，可有25倍中；

### 同花三條
在投注區上的區位，在投注同時可以放21+3區，按順方向派發，如果莊家第一張牌與閒家前兩張牌組成花色相同且三張相同點數的牌型，可有50倍中；
此情形可與剛好二十一點同時並存。

### 平手
若莊家和眾閒家要以點數決勝（各方都沒有出現爆煲的情況），若該閒家和莊家手上所擁有的牌的總點數一樣或Black Jack的話，算平手，閒家可拿回原賭注。

### 投降
在所有閒家未要牌之前閒家可選擇投降，并取回一半注碼，俗稱投降輸一半

## 數牌及概率
由已派发的牌可以推算未使用的牌值的比例，從而調整賭金，使到勝的時候可得到更多; 或在是否要牌方面降低爆煲的風險; 或停牌等候莊家自爆。

### 數牌
數牌的流水數字，流行的H-L法通常由2-6记为+1，7、8、9记为 0，10、J、Q、K、A记为-1(K-O法則是由2-7记为+1，8-9记为 0，10、J、Q、K、A记为-1)，以此加減后便可推算未用的牌会偏向那一方。數出來的和再除以牌靴剩餘牌的副數，稱之為真數(True Count)。藉由參考真數來調整下的賭注和决策，可以削弱莊家的優勢。
- 數牌并不是出千的一種。
- 使用電子儀器加入賭局则是一種嚴重罪行，而電子儀器除了指計算機之外，其他如以CD音樂通知其他人下注也包括在內。

### 概率
预知下一張牌将会是大牌或小牌的方向，便可用來減少自身爆煲的風險。（例如: 閒家是12點，莊家面牌是4點，而數牌的流水數字是+20、那麼等候莊家自爆便好了）。如果规则本身造成庄家优势较低且每靴切牌足够少，玩家便有機會出現正收益，再加上有人会數牌依赖真数指导下大注，便會增加莊家的輸率，所以當莊家懷疑有人數牌時往往會使用6副撲克牌甚至8副牌，及让玩家每靴牌只能玩一半來降低穿透率，用于抵消平衡數牌的优势。在澳門的賭場則使用連續洗牌機來讓數牌的優勢完全消失。

## 備註

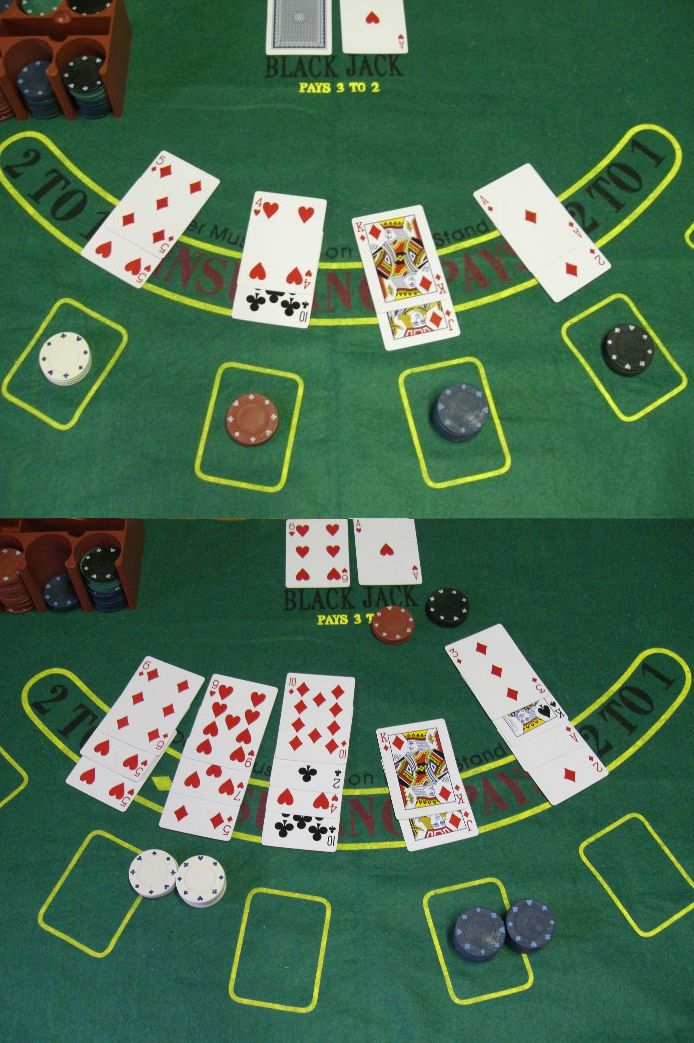
二十一點遊戲的範例。上半部的圖片顯示牌局開始時的狀態，籌碼已下且每位玩者分配到兩張牌卡。下半部的圖片是牌局結束時的狀態，已經分出輸贏

1. ↑  然而澳門法規採用「二十一點」作為正式名稱。[1]

## 延伸閱讀
- 21點簡介 （页面存档备份，存于）
- 中的“Blackjack”
- 二十一點計算器：
  - Server based calculator （页面存档备份，存于）
  - Browser based calculator (using JavaScript) （页面存档备份，存于）
  - Card-counting.com - Multiple calculators and charts （页面存档备份，存于）
  - Timing and variance Blackjack calculator